# 39 Девы
39 Девы (лат. 39 Virginis), HD 112036 — одиночная звезда в созвездии Девы на расстоянии приблизительно 1059 световых лет (около 325 парсек) от Солнца. Визуальная звёздная величина звезды — +7,23m.

## Характеристики
39 Девы — оранжевый гигант спектрального класса K2, или K3III. Радиус — около 28,78 солнечного, светимость — около 227,911 солнечной. Эффективная температура — около 4181 K.